# Davy Goldman
Davy Goldman was de derde drummer van de Amerikaanse band Bad Religion. Hij drumde van halverwege 1982 tot einde van 1983. Hij volgde Pete Finestone op en werd anderhalf jaar later weer door hem vervangen.
Zijn enige voorkomen was op het album Into the Unknown, waar hij in alle 8 nummers drumde. Wegens het uitblijven van succes van het album is hij hierna weggegaan.